# Élodie Pong
Élodie Pong (geboren 1966 in Boston, USA) ist eine US-amerikanisch-schweizerische Künstlerin und Filmemacherin. Sie lebt in Zürich und arbeitet in den Bereichen Video, Film, Fotografie, Performance, Skulptur, Zeichnung und Installation.

## Leben
Élodie Pong hat väterlicherseits chinesische, mütterlicherseits deutsch-schweizerische Wurzeln. Von 1986 bis 1989 studierte sie an der Universität Lausanne Soziologie und Anthropologie. Nach dem Diplom begann sie sich für künstlerische Arbeiten im Bereich der Skulptur zu interessieren. Sie verbrachte zwei Jahre in Paris und im Anschluss ein Jahr in San Francisco, wo ihre Skulpturen in verschiedenen Galerien und Kunststätten ausgestellt wurden. 1994 zerstörte sie einen Großteil ihrer bestehenden Arbeiten und wandte sich dem Medium Videokunst zu.

## Werk
Élodie Pong ist für ihre subtilen, analytischen Arbeiten bekannt, die oft in Zyklen oder Serien aufgebaut sind und sich mit menschlichen Beziehungen, kulturellen Codes und deren Auswirkungen auf die heutige Gesellschaft befassen. Als Soziologin und Anthropologin setzt sie sich in ihrer künstlerischen Arbeit häufig mit sozialen Strukturen auseinander. Das breit gefächerte Werk der Videokünstlerin kreist um Fragen der Identität und kollektiven Identitätskonstruktion, Intimität und Trennung, Selbststilisierung und instabile Kommunikationssituationen. Bis 2004 ging es in ihren Projekten, Installationen und Videoarbeiten vor allem um die unmittelbare Visualisierung von soziologischen Strukturen wie Intimität, Freundschaft, Geschlechterfragen und Kommunikation. Ihre neueren Filme lassen sich als vielschichtige Analyse und Dekonstruktion eben dieser Themen lesen und bieten den Betrachtenden je nach Werkzusammensetzung unterschiedliche Lesearten.
Élodie Pong hat mehrere Preise und Stipendien erhalten; ihre Arbeiten werden weltweit in Gruppen- und Einzelausstellungen gezeigt.

## Preise und Auszeichnungen
- 2002: Re:View Video+Film Award, Migros Museum für Gegenwartskunst, Zürich
- 2002: Bourse du Fonds d’encouragement à la création interdisciplinaire, Société Suisse des Auteurs
- 2003: Prix jeunes créateurs beaux-arts, Fondation vaudoise pour la promotion & la création artistique
- 2003: Swiss Award, Internationales Film- und Videofestival Viper, Basel[2]
- 2006: Swiss Art Award
- 2007: Namics Kunstpreis für neue Medien[3]
- 2007: Videoex-Festival-Preis
- 2012: Zonta-Preis für Ersatz, 58. Internationale Kurzfilmtage Oberhausen
- 2019: Förderpreis der Erna und Curt Burgauer Stiftung, Zürich[4]

## Ausstellungen (Auswahl)

### Einzelausstellungen
- 2003: I Will Not KYSS (Keep Your Secrets Secret) Anymore. Arsenic, Lausanne
- 2004: Where Is The Poison. Kunsthaus Baselland, Muttenz
- 2004: Contemporary Tales. Halle für Kunst e. V., Lüneburg
- 2005: Peripheral Area. Tokyo Wondersite Shibuya, Tokio
- 2006: Supernova. Occurrence Centre d’art et d’essai, Montréal
- 2007: Samples. Kunstmuseum Solothurn
- 2011: Elodie Pong. Coverology, Freymond-Guth & Co., Fine Arts, Zürich
- 2011: Elodie Pong. My-thology, Centre Dürrenmatt, Neuenburg
- 2016: Elodie Pong. Paradise Paradoxe, Helmhaus Zürich

### Gruppenausstellungen
- 2005: Family, You, Me and the Trjectories of a Post-Everything Era. Alexandria Contemporary Art Forum, Alexandria
- 2006: Cooling out: on the paradox of feminism. Lewis Glucksman Gallery, Cork
- 2006: Partenaire particulier. Espace Paul Ricard, Paris
- 2007: Les artistes de la collection CAHIERS D’ARTISTES, série VI + VII, Fri-art, Fribourg
- 2007: Une Question de Génération. Musée d’Art Contemporain de Lyon, Lyon
- 2007: I could be you. Fluctuating Images, contemporary media art e. V., Stuttgart
- 2008: Shifting identities. Kunsthaus, Zürich
- 2008: Under my Skin. Galerie Magda Danysz, Paris

## Filmografie (Auswahl)
- 2003: Secrets for Sale
- 2008: After the Empire
- 2012: Ersatz (Kurzfilm)
- 2022: On a Beautiful Day (Kurzfilm)[5]

## Publikationen
- Where is the Poison. Katalog Kunsthaus Baselland, Muttenz und Halle für Kunst e. V., Lüneburg. Revolver Publishing, Frankfurt/Main 2004, ISBN 978-3-937577-20-3.
- Samples. Edition Fink, Zürich 2007, ISBN 978-3-03746-106-8.
- We Are Knights on the Trajectories of a Post-everything Era. JRP Editions, Genf 2008, ISBN 978-3-905701-36-4.
- Around Life’s Central Park. Katalog. Städtische Museen Jena, Jena 2012, ISBN 978-3-942176-08-8.
- Paradise Paradoxe. N° 212. Edition Patrick Frey, Zürich 2016, ISBN 978-3-906803-12-8.